# گروه هفت (هنرمندان)

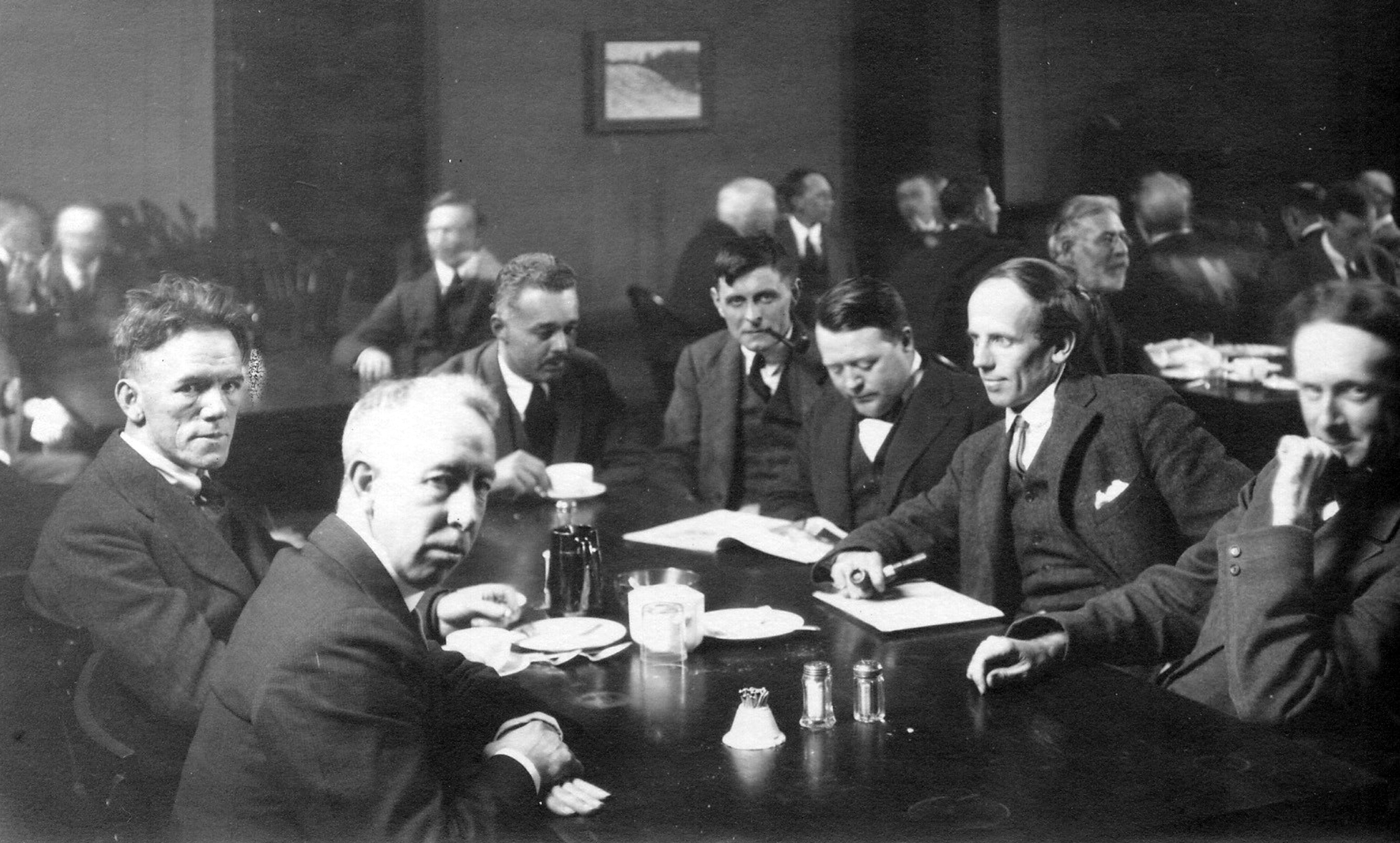
فردریک والری، ا. وای جکسون، لاورن هریس، بارکر فیرلی، فرانک جانستون، آرتور لیسمر و جی.ئی. اچ مک‌دونالد. حدود ۱۹۲۰، بایگانی انتاریو

گروه هفت (انگلیسی: Group of Seven) که همچنین با نام «مکتب آلگونکویین» (انگلیسی: Algonquin School) شناخته شده یک گروه از نقاشان منظره اهل کانادا از ۱۹۲۰ تا ۱۹۳۳ بود. این گروه در ابتدا متشکل از فرانکلین کارمایکل (۱۸۹۰–۱۹۴۵)، لاورن هریس (۱۸۸۵–۱۹۷۰)، ا. وای جکسون (۱۸۸۲–۱۹۷۴)، فرانک جانستون (۱۸۸۸–۱۹۴۹)، آرتور لیسمر (۱۸۸۵–۱۹۶۹)، جی.ئی.اچ. مک‌دونالد (۱۸۷۳–۱۹۳۲) و فردریک والری (۱۸۸۱–۱۹۶۹) بود. بعدها در سال ۱۹۲۶ از ا.جی. کَسن (۱۸۹۸–۱۹۹۲) دعوت شد تا به گروه بپیوندد. همچنین ادوین هولگیت (۱۸۹۲–۱۹۷۷) در سال ۱۹۳۰؛ و له‌موین فیتزجرالد (۱۸۹۰–۱۹۵۶) در سال ۱۹۳۲ به عضویت این گروه درآمدند.
دو هنرمندی که معمولاً با این گروه همراه بودند تام تامسون (۱۸۷۷–۱۹۱۷) و امیلی کار (۱۸۷۱–۱۹۴۵) بودند. اگر چه تامسون قبل از تشکیل رسمی گروه درگذشت اما تأثیر قابل توجهی در آن گذاشت. هریس در مقاله خود «داستان گروه هفت» نوشت که «تامسون بخشی از جنبش ما بود قبل از آنکه برچسبی بر روی آن نصب کنیم»؛ نقاشی‌های تامسون با نام‌های باد غرب و  کاج جک دو اثری بودند که بیشترین تأثیر نمادین را بر گروه گذاشتند. امیلی کار نیز ارتباط تنگاتنگی با گروه هفت داشت هر چند هرگز عضو رسمی آن نبود.
اعضای گروه اعتقاد داشتند که هنر متمایز کانادا می‌تواند از طریق تماس مستقیم با طبیعت توسعه یابد. گروه هفت بهترین نمونه برای نقاشی‌های الهام گرفته از چشم‌اندازهای طبیعت کانادا و سرآغازی جدی برای جنبش ملی هنر کانادا در نظر گرفته می‌شود. این گروه در سال ۱۹۳۳ در گروه نقاشان کانادا حل شد که شامل اعضایی از گروه خانه سگ آبی بود که همراه با گروه هفت سابقه نمایشگاه در سطح بین‌المللی داشت.

## مجموعه
مجموعه زیادی از آثار گروه هفت را می‌توان در موزه‌های متفاوتی مشاهده کرد ازجمله گالری هنر انتاریو در تورنتو، گالری ملی کانادا در اتاوا و همچنین گالری هنر اتاوا و مجموعه هنر کانادایی مک‌مایکل در کلینبورگ اونتاریو، گالری ملی، تحت مدیریت اریک براون که یکی از اولین نهادهای حامی هنرمندان مرتبط با گروه هفت بود و برخی از آثار آن‌ها را در اوایل نمایشگاه ایشان قبل از آنکه خود را رسماً به عنوان گروه هفت معرفی کنند خرید.
گالری هنر انتاریو که به عنوان گالری هنری تورنتو در نظر گرفته می‌شود محل اولین نمایشگاه گروه هفت بود. مجموعه مک‌مایکل که توسط رابرت و ساین مک‌مایکل تأسیس شد در سال ۱۹۵۵ شروع به جمع‌آوری نقاشی‌های گروه هفت و معاصران آن‌ها کرد.

## نگارخانه

افرای قرمز اثر آ. وای. جکسون، ۱۹۱۴

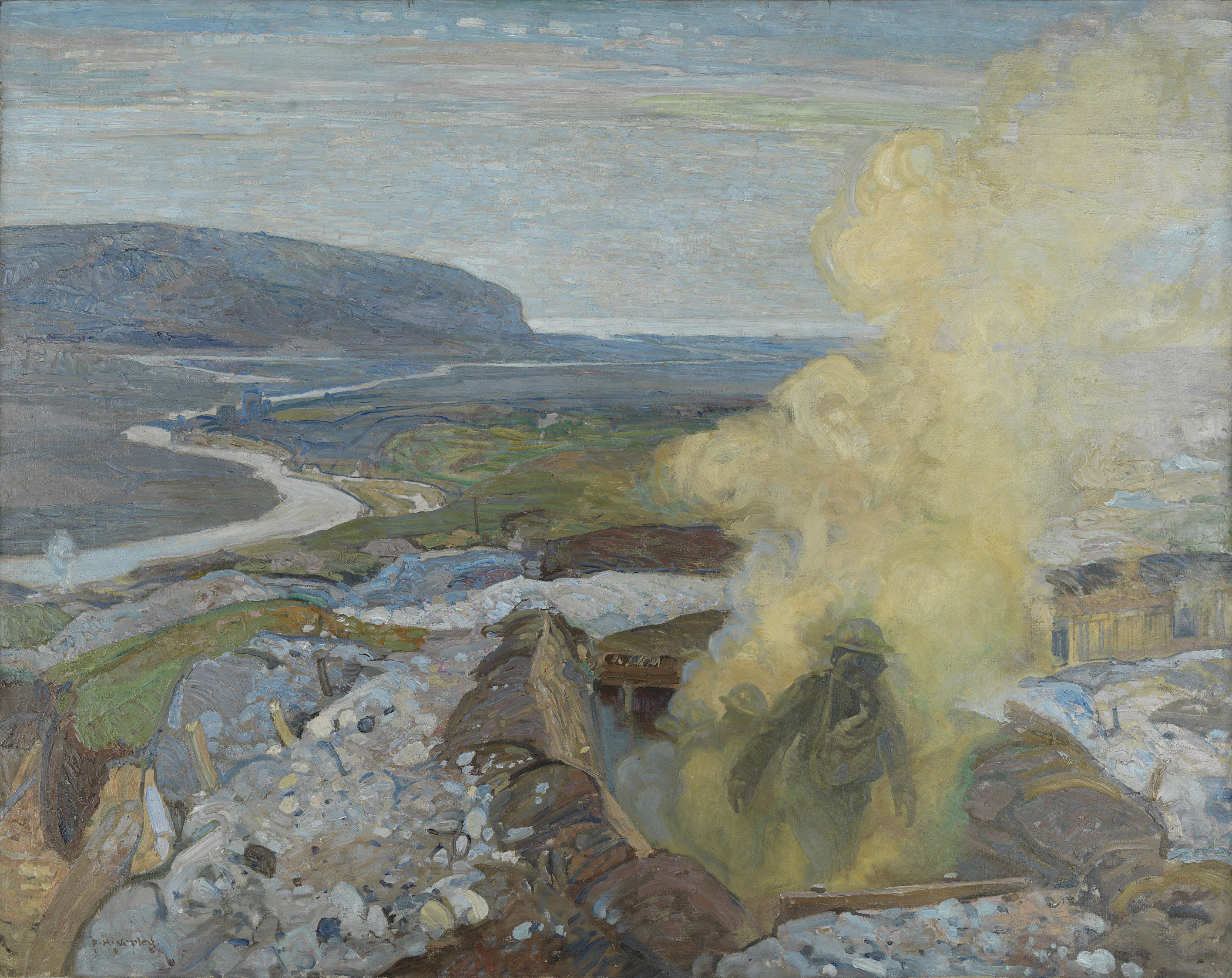
اتاق گاز در سیفرد یک اثر از هنر جنگ توسط فردریک ورلی

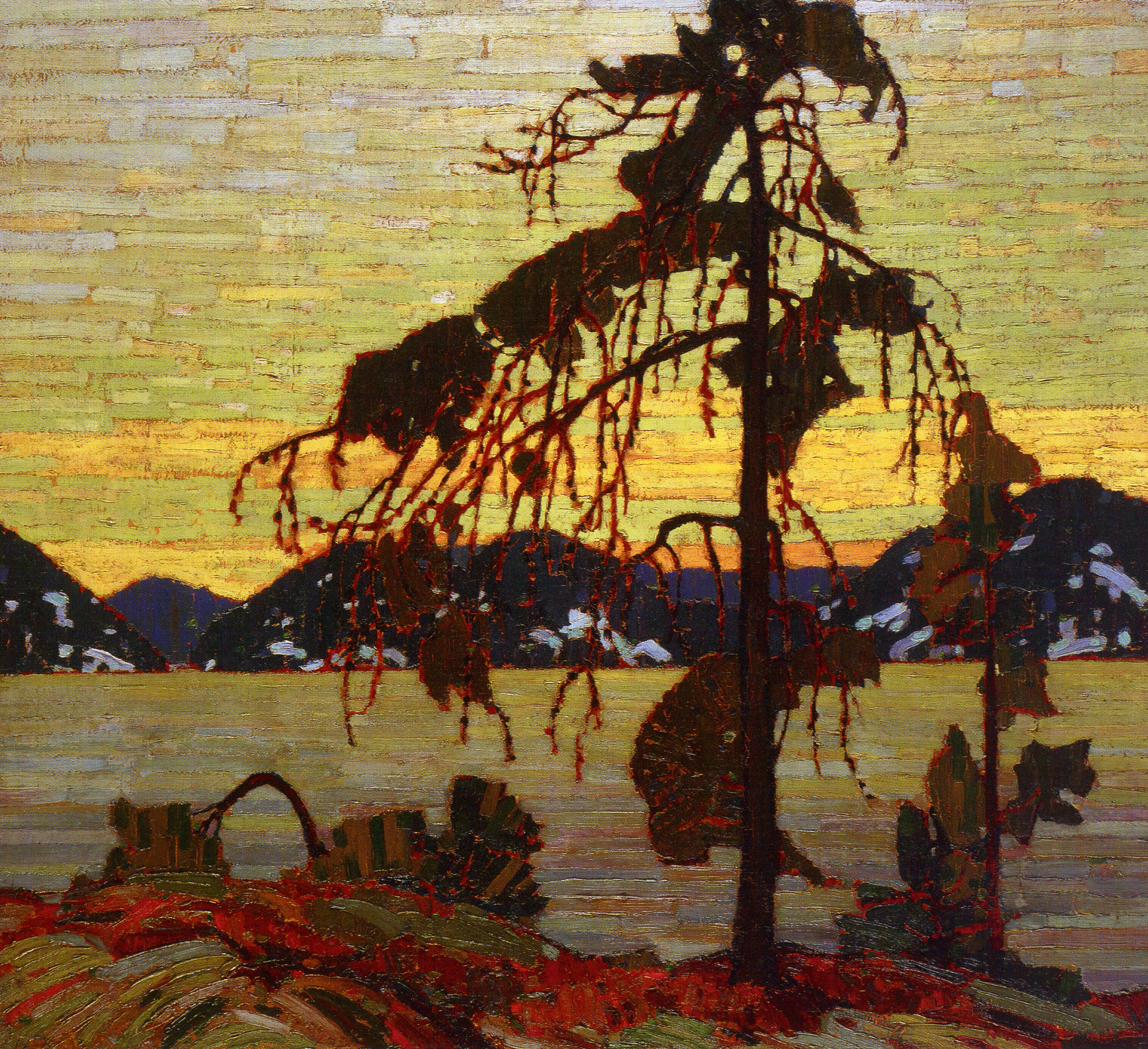
کاج جک اثر تام تامسون، ۱۹۱۶